# Erdene (distrikt i Mongoliet, Gobi-Altaj)
Erdene (mongoliska: Эрдэнэ Сум, Эрдэнэ, Erdene Sum) är ett distrikt i Mongoliet.   Det ligger i provinsen Gobi-Altaj, i den västra delen av landet, 800 km väster om huvudstaden Ulaanbaatar.